# Батурин, Николай Алексеевич
Никола́й Алексе́евич Бату́рин (род. 7 декабря 1946) — российский психолог, доктор психологических наук, академик Международной академии психологии, профессор, заведующий кафедрой психологической диагностики и консультирования факультета психологии Южно-Уральского государственного университета. Основатель факультета психологии ЮУрГУ. Научный руководитель и директор Научного образовательного центра «Психодиагностика», председатель диссертационного совета. Член Президиума «Российского психологического общества», член Экспертного совета РПО и председатель комиссии по психодиагностике Экспертного совета РПО, член президиума Учебно-методического объединения по психологии университетов России. Член редакционных советов журналов: «Национальный психологический журнал», «Теоретическая и экспериментальная психология», «Вестник практической психологии образования». Ответственный редактор Серии «Психология». Автор более 160 научных публикаций, из которых 3 монографии.

## Биография
Н. А. Батурин родился в г. Еманжелинске Челябинской области в рабочей семье. На последнем курсе Челябинского металлургического техникума он параллельно учился в вечерней школе, которую окончил с серебряной медалью в 1968 г.
В 1974 г. окончил факультет психологии Ленинградского государственного университета (ныне СПбГУ). После окончания ЛГУ поступил на работу старшим научным сотрудником в Челябинский филиал ЦНИИКП.
В 1978 г. завершил обучение в аспирантуре ЛГУ, по окончании которой защитил кандидатскую диссертацию на тему «Влияние успеха и неудачи на функциональное состояние и результативность деятельности».
С 1976 по 1995 г. — преподаватель, доцент, заведующий кафедрой психологии в Челябинском государственном институте физической культуры (ныне УралГУФК).
В 1998 г. состоялась защита докторской диссертации на тему «Оценочная функция психики». В 1999 г. Батурину было присвоено ученое звание профессора по кафедре общей психологии.
В 1996 г. Батурин основал первый на Южном Урале факультет психологии в Южно-Уральском государственном университете и возглавлял его с 1996 по 2012 год.
Научные стажировки проходил в Бингемтонском университете (штат Нью-Йорк, США, 2002), в центрах занятости Германии (Берлин, 2000), участвовал в работе Международного психологического конгресса (Монреаль, Канада, 1996), Европейском психологическом конгрессе EFPA (Осло, 2009) был в научной командировке в службе медицинской и психологической помощи провинции Дзилинь (Китай, 1994). Прошел обучение в центре тестирования BPS (Великобритания).

## Научная деятельность
Батурин первый в России провел изучение влияния успеха и неудачи на различные стороны психического функционирования: на память, эмоции, мотивацию, целеполагание, на функциональное состояние и результативность деятельности.
Со временем Батурин обратился к изучению природы оценивания и оценочного стиля, видов и структуры оценки, к изучению атрибуции и стилей атрибуции, к проблемам беспомощности, глобального отношения к себе и миру, факторов, влияющих на развитие интеллекта и формирования личностного благополучия.
С 1991 г. Батурин — научный руководитель и директор психолого-диагностического центра «ПсиХРОН» (Челябинск), работа в котором связана с адаптацией и внедрением индивидуальных и групповых тестов для диагностики уровня и структуры интеллект]а: Универсального интеллектуального теста (УИТ СПЧ), Подросткового интеллектуального теста (ПИТ СПЧ), Компактного интеллектуального теста (КИТ СПЧ).
Батуриным разработаны несколько диагностических комплексов для применения различных феноменов оценки, оценочных явлений личностного уровня. Автор-разработчик и соавтором десяти психологических тестов, используемых в России.
Интересы Батурина в практической деятельности связаны с психологическим консультированием по вопросам оценки персонала и системам психологической диагностики организаций и фирм Челябинска. Автор Стандарта требований к психодиагностическим методикам (2008) и соавтор Стандарта тестирования персонала (2015).
Автор более 160 публикаций, в том числе и трех монографий, учебных пособий, статей в центральных журналах. Ответственный редактор сборника научных трудов факультета психологии ЮУрГУ: «Теоретическая, экспериментальная и практическая психология», серии «Психология» Вестника ЮУрГУ. Из методических работ наиболее значимыми являются учебные пособия «Психология успеха и неудачи» (1999), «Психология оценки и оценивания» (2002).
Председатель организационного и программного комитетов 3-х Всероссийских конференций по психологической диагностике (2008, 2010, 2015).
Член президиума Челябинского отделения Российского психологического общества, вице-президент Федерации психологов образования России, член президиума РПО, член президиума Учебно-методического объединения по психологии университетов России.
Неоднократно был награждён, в том числе нагрудным знаком «Почётный работник высшего профессионального образования Российской Федерации» (2006).

## Основные публикации
- Батурин, Н. А. Оценочная функция психики: Монография / Н. А. Батурин. Рос. акад. наук, Ин-т психологии, Юж.-Урал. гос. ун-т. − М.: Издательство Института РАН , 1997. − 306 с.
- Батурин, Н. А. Психология успеха и неудачи: Учебное пособие / Н. А. Батурин // Юж.-Урал. гос. ун-т. − Челябинск: Издательство ЮУрГУ, 1999. — 99 с.
- Батурин, Н. А. Психология оценивания и оценки Ч.1: Учебное пособие / Н. А. Батурин; Юж.-Урал. гос. ун-т, Каф. Общ. психологии. — Челябинск: Изд-во ЮУрГУ, 2000. — 106 с.
- Батурин, Н. А. Пособие по разработке тестов достижений (тестов по учебным дисциплинам) / Н. А. Батурин, Н. А. Курганский. — Челябинск: ЮУрГУ, 2001. — 75 с.
- Батурин, Н. А. О системе сертификации профессиональных психологов в России / Н. А. Батурин // Baturin N.A. O sisteme sertifikacii professionalnyh psihologov v Rossii. — 2008.
- Ежегодник профессиональных рецензий и обзоров. Методики психологической диагностики и измерения. Т.1 / под ред. Н. А. Бутурина, Е. В. Эйдмана. — Челябинск: ЮУрГУ, 2010. — 292 с.
- Ежегодник профессиональных рецензий и обзоров. Методики психологической диагностики и измерения. Т.2 / под ред. Н. А. Бутурина, Е. В. Эйдмана. — Челябинск: ЮУрГУ, 2013. — 231 с.
- Фер, Р. М. Психометрика: Введение / Р. М. Фер, В. Р. Бакарак; пер. с англ. А. С. Науменко, А. Ю. Попова; под ред. Н. А. Батурина, Е. В. Эйдмана; Юж.-Урал. гос. ун-т, Каф. Психол. диагностика и консультирование. — Челябинск: Издательский Центр ЮУрГУ, 2010. — 413 с.
- Батурин, Н. А. Психология оценивания и оценки: теоретические и прикладные аспекты: монография / Н. А. Батурин, И. В. Выбойщик; Юж.-Урал. гос. ун-т; ЮУрГУ. — Челябинск: Издательские центр ЮУрГУ, 2011. — 242 с.
- Батурин, Н. А. Технология разработки психодиагностических методик: монография / Н. А. Батурин, Н. Н. Мельникова, — Челябинск, Изд. центр ЮУрГУ, 2012. — 135 с.
- Батурин, Н. А. Ежегодник профессиональных рецензий и обзоров. Методики психологической диагностики и измерения / под ред. Н. А. Батурина, Е. В. Эйдмана. — Челябинск: Издательский центр ЮУрГУ, 2013. — Т.2. — С. 160—167.
- Батурин, Н. А. Теоретическая модель личностного благополучия / Н. А. Батурин, С. А. Башкатов, Н. В. Гафарова // Вестник Южно-Уральского государственного университета. Серия «Психология». − 2013. − Т. 6. — № 4. − С. 4-14.